# Крапчан, Борис Шоломович
Борис Шоломович Крапчан (26 августа 1926, Слуцк — 1996, Тирасполь) — русский поэт.

## Биография
В результате перенесённой в детстве травмы был лишён возможности самостоятельно передвигаться, занимался самообразованием. В годы Великой Отечественной войны был в эвакуации в Павлодаре. После войны поселился в Кишинёве, где в результате длительной реабилитации смог устроиться на работу. Сначала работал в комбинате бытового обслуживания в Тирасполе, затем, начав писать стихи, перешёл на творческую работу. Окончил Харьковскую литстудию Союза писателей СССР. С 1953 года сотрудничал в тираспольской городской газете «Днестровская правда», позднее в молдавской республиканской прессе.
Первый поэтический сборник «Родник» вышел в 1956 году. За ним последовали книги «Совесть» (1958), «Сын Днестра» (1961), «Дорогой времени» (1963), «Зов» (1970), «Главная магистраль» (1983) и ряд других. Член Союза писателей Молдавии, СССР (1959), России (1992), ПМР (1995).

## Сборники
- Родник. Кишинёв: Госиздат Молдавии, 1956.
- Совесть. Кишинёв: Госиздат Молдавии, 1958.
- Моя приятельница (стихи для детей). Кишинёв: Картя молдовеняскэ, 1960.
- Сын Днестра. Кишинёв: Картя молдовеняскэ, 1961.
- Дорогой времени. Кишинёв: Картя молдовеняскэ, 1963.
- Весенняя песня. Кишинёв: Картя молдовеняскэ, 1964.
- Улыбка жизни. Кишинёв: Картя молдовеняскэ, 1966.
- Зов. Кишинёв: Картя молдовеняскэ, 1970.
- Сердце настежь. Кишинёв: Картя молдовеняскэ, 1971.
- Сквозь ливень дней. Стихи и поэма «Валя». Кишинёв: Картя молдовеняскэ, 1973.
- Час мужества. Кишинёв: Картя молдовеняскэ, 1976.
- Главная магистраль. Кишинёв: Литература артистикэ, 1983.
- Постоянство. Кишинёв: Литература артистикэ, 1988.

## Подборки стихов
- Boris Crapcian. Ceeva ce nu se mănîncă. Steluţa. — 1982. — № 10. — p. 9. Перевод на молдавский язык — И. Хадыркэ.
- Цикл стихотворений в антологии «Литературное Приднестровье». Тирасполь, 2001.